# Сигнальный путь NF-κB

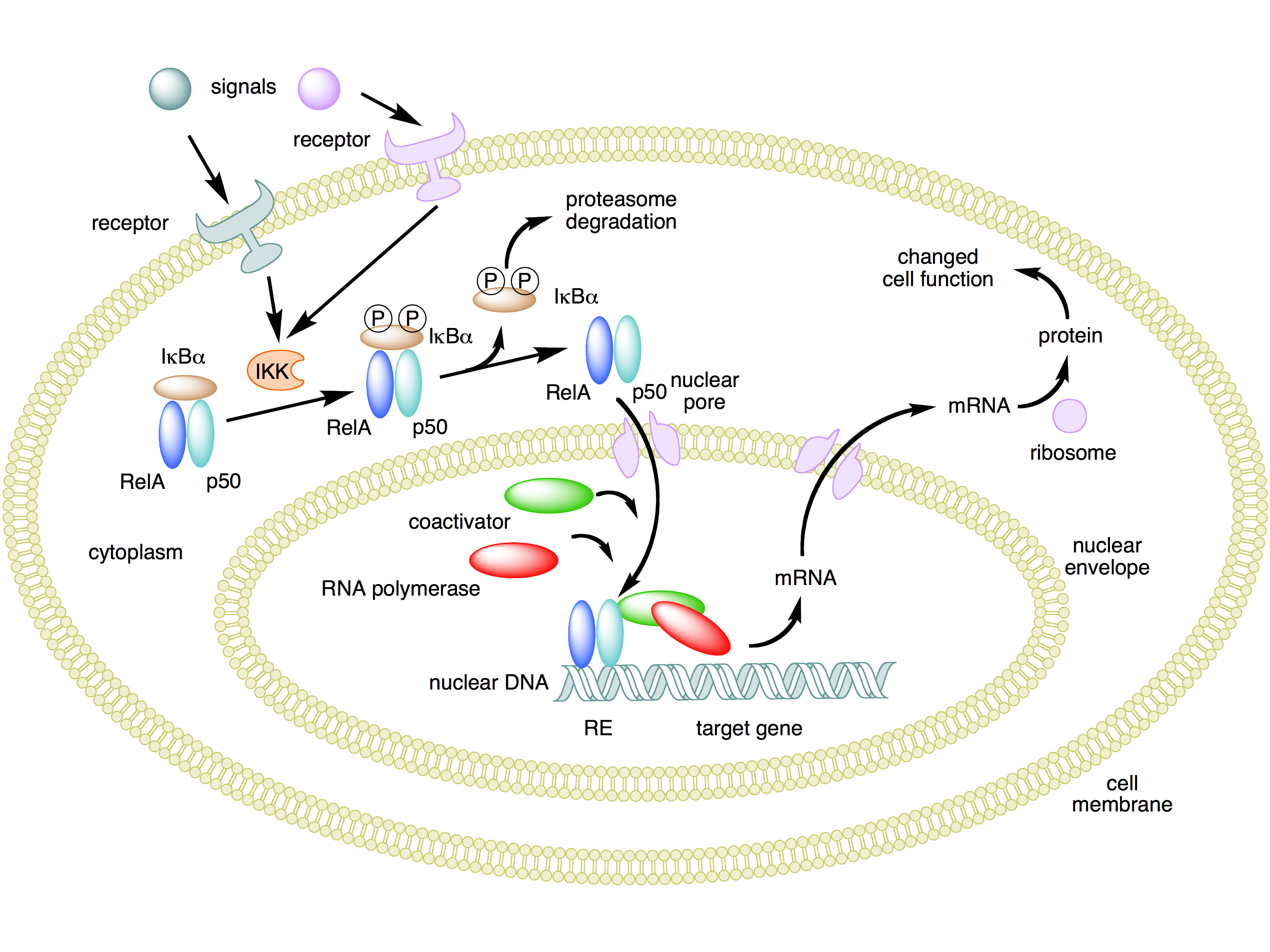
Сигнальный путь NF-κB

Сигнальный путь NF-κB — внутриклеточный сигнальный путь, центральным компонентом которого является транскрипционный фактор NF-κB (англ. nuclear factor κB). Этот сигнальный путь активируется в ответ на такие внешние стимулы, как факторы некроза опухоли, интерлейкин 1 и некоторые характерные для патогенов молекулы (англ. pathogen-associated molecular patterns или PAMPs). NF-κB контролирует очень большую группу генов, которые отвечают за процесс воспаления, пролиферацию клеток и апоптоз. Сигнальный путь NF-κB является компонентом других путей, например сигнального пути TNFα и Toll-подобных рецепторов.
Особую роль этот сигнальный путь играет в развитии B-лимфоцитов: при недостаточной его активности созревающие лимфоциты гибнут раньше времени в результате апоптоза. С другой стороны, гиперактивация сигнального пути NF-κB характерна для некоторых типов злокачественных опухолей, например, для диффузной B-крупноклеточной лимфомы.

## Компоненты
Сигнальный путь NF-κB содержит 4 основных класса сигнальных компонентов: белки семейства NF-κB/Rel, ингибиторы ядерного фактора κB (IκB), киназы IκB (IKK) и вспомогательные белки.

### Транскрипционные факторы NF-κB
К семейству транскрипционных факторов NF-κB относятся 5 белков: NFKB1 (p50/105), NFKB2 (p52/100), RELA (p65), RelB и REL (c-Rel). Все члены этого семейства имеют сходный N-концевой Rel-гомологичный ДНК-связывающий домен. С этим же доменом взаимодействуют IκB. Эти белки формируют гетеродимеры и именно в такой форме регулируют транскрипцию. p50 и p52 могут образовывать гомодимеры, которые негативно регулируют транскрипцию целевых генов.
NFKB1 и NFKB2 синтезируются в форме более крупных белков-предшественников p105 и p100, которые затем подвергаются ограниченному протеасомальному протеолизу с образованием p50 и p52. C-концевые фрагменты белков-предшественников структурно гомологичны IκB и не позволяет незрелым белкам перемещаться в ядро. В случае NFKB1 ограниченный протеолиз сопряжён с трансляцией, однако процессинг p100 запускается только в ответ на определённые стимулы, что составляет молекулярную основу неканонической активации сигнального пути NF-κB (см. ниже).

### Ингибиторы семейства IκB и их киназы
Белки семейства IκB выступают в роли негативных регуляторов передачи сигнала по NF-κB-сигнальному пути. Они образуют комплексы с димерами NF-κB и удерживают их в цитоплазме. Киназный комплекс IκB (IKK) фосфорилирует IκB по двум N-концевым остаткам серина, после чего они подвергаются убиквитинированию и протеасомальной деградации. Димеры NF-κB высвобождаются и перемещаются в ядро клетки, где они могут регулировать транскрипцию.
Киназный комплекс IκB (IKK) состоит из двух каталитических субъединиц (IKKα, IKKβ) и одной регуляторной (IKKγ/NEMO).

## Активация
Сигнальные пути, которые приводят к активации NF-κB, можно разделить на канонические (классические) и неканонические (альтернативные).

### Каноническая активация
Канонические сигнальные цепи начинаются с B- и T-клеточных рецепторов антигена, рецепторов цитокинов и других. Сигнал передаётся на IKK-комплекс, который фосфорилирует IκB. Каталитическую функцию выполняет субъединица IKKβ. Фосфорилированный IκB расщепляется протеасомой, что позволяет димерам NF-κB переместиться в ядро клетки. Как правило, по такому пути активируются наиболее распространённые димеры p50/p65 и p50/c-Rel.

### Неканоническая активация
Неканоническая активация сигнального пути NF-κB основана на регуляции ограниченного протеолиза незрелого предшественника NFKB2, p100. По такому пути активируется, главным образом, димер p52/RelB.
Протеолитический процессинг начинается в ответ на фосфорилирование Ser-866 и Ser-870 в молекуле p100 киназой IKKα. IKKα, в свою очередь, активируется киназой NIK англ. NF-κB-inducing kinase. IKKβ и IKKγ в этом процессе не участвуют. За фосфорилированием p100 следует его полиубиквитинирование по Lys-856 убиквитинлигазой SCF (beta-TrCP). После этого C-концевой фрагмент p100 отщепляется протеасомой.